# Союз еврейских полисменов
Союз еврейских полисменов (англ. The Yiddish Policemen's Union) — роман американского писателя Майкла Шейбона. Представляет собой детективную историю, вписанную в альтернативную историческую реальность, основанную на предпосылке, что во время Второй мировой войны временное поселение для еврейских беженцев было создано в Ситке, на Аляске, в 1941 году, и на том, что Государство Израиль разрушено в 1948 году. В романе действие происходит в Ситке, которую автор описывает как крупную, говорящую на идише метрополию.
Произведение получило премию «Небьюла» за лучший роман, премию «Локус» за лучший научно-фантастический роман, а также премию «Хьюго» за лучший роман. В 2008 году братья Коэны объявили о желании поставить фильм по книге (с адаптированным сценарием).

## Предыстория
Сюжет романа развивается в альтернативном варианте истории современности. Предпосылка состоит в том, что, в отличие от реальной истории, США проголосовали за то, чтобы выполнить «Проект Слэттери» 1940 года, который рекомендовал предоставление земли на Аляске для временного поселения беженцев из европейских евреев, которые подвергаются преследованиям со стороны нацистов во время Второй мировой войны. Моментом расхождения с реальной историей является выдуманная автором смерть американского конгрессмена Энтони Даймонда в результате дорожно-транспортного происшествия; Даймонд был одним из конгрессменов, ответственных за предотвращение голосования по докладу, который представлял собой создание временного независимого еврейского поселения на побережье Аляски. В результате этого в холокосте погибает только 2 миллиона евреев, а не примерно шесть миллионов человек, как в реальности.
Ситка становится столицей увеличивающейся еврейской автономии. Одной из достопримечательностей города и источником гордости для его обитателей является «Safety Pin» — высокое здание, возведённое в 1977 году для Всемирной выставки, состоявшейся в Ситке. Земли по другую сторону границы населены коренными жителями Аляски тлингитами, поэтому в повествовании присутствуют указания на трения, смешанные и кросс-культурные связи евреев и тлингитов; один из главных героев романа, Берко Шемец, наполовину еврей, наполовину тлингит. Однако независимость Ситке была предоставлена лишь на шестьдесят лет, а роман начинается в конце этого периода, и так как христианин-президент США обещает вернуть Ситку в Соединённые Штаты, то евреям приходится искать себе другую территорию для проживания.
В романе Государство Израиль создано в 1948 году, но уничтожено после трёх месяцев альтернативного развития событий арабо-израильского конфликта. После победы Палестина становится мозаикой из соперничающих религиозных и светских националистических групп, это заводит государство в постоянные междоусобные конфликты; Иерусалим «утопает в намалёванных на стенах лозунгах и пролитой на улице крови, столбы и шесты украшают отрубленные головы». Президент США верит в «божественную санкцию», применённую к нео-сионизму, движение евреев ищет возвращения в Израиль в очередной раз.
Шейбон описывает остальную мировую историю только эллиптически, но намекает на огромные изменения. Германия побеждает Советский Союз уже к 1942 году и Вторая мировая война продолжается до 1946 года, когда Берлин уничтожают, применив ядерное оружие. Автор отсылает к «Свободному Польскому государству», созданному в 1950 году, и описывает ветеранов продолжительной «кубинской войны» 1960-х годов. Президент Джон Ф. Кеннеди не был убит, а обручился с Мэрилин Монро; Орсону Уэллсу удалось снять свой фильм «Сердце тьмы». При описании современного мира, Майкл Шейбон ссылается на «Третью Российскую Республику» и на создание независимой Маньчжурии, которая даже имеет свои собственные космические программы.